# Rzycki
Rzycki – potok, lewy dopływ Rozdzielca. Cała jego zlewnia znajduje się w Beskidzie Wyspowym. Swoje źródła ma na południowych stokach Łopusza Wschodniego, w przysiółkach zwanych We Wyrębie i Pod Filipką w miejscowości Rozdziele. Jest to rwący, typowo górski potok, płynący przez większość biegu głębokim jarem, zwanym w tym regionie paryją w kierunku południowym, poniżej przysiółka Za Dwór przepływa pod drogą, w miejscu zwanym Pod Woźniówką zmieniając kierunek na zachodni i uchodzi do Rozdzielca. Według mieszkańców Rozdziela, w czasie Powodzi tysiąclecia potok ten przyniósł największe zniszczenia u swego ujścia, a także osuwiska na stokach Łopusza Wschodniego.